# Narthecium scardicum
Narthecium scardicum là một loài thực vật có hoa trong họ Nartheciaceae. Loài này được Koanin mô tả khoa học đầu tiên năm 1913.